# مسکین (نقاش)

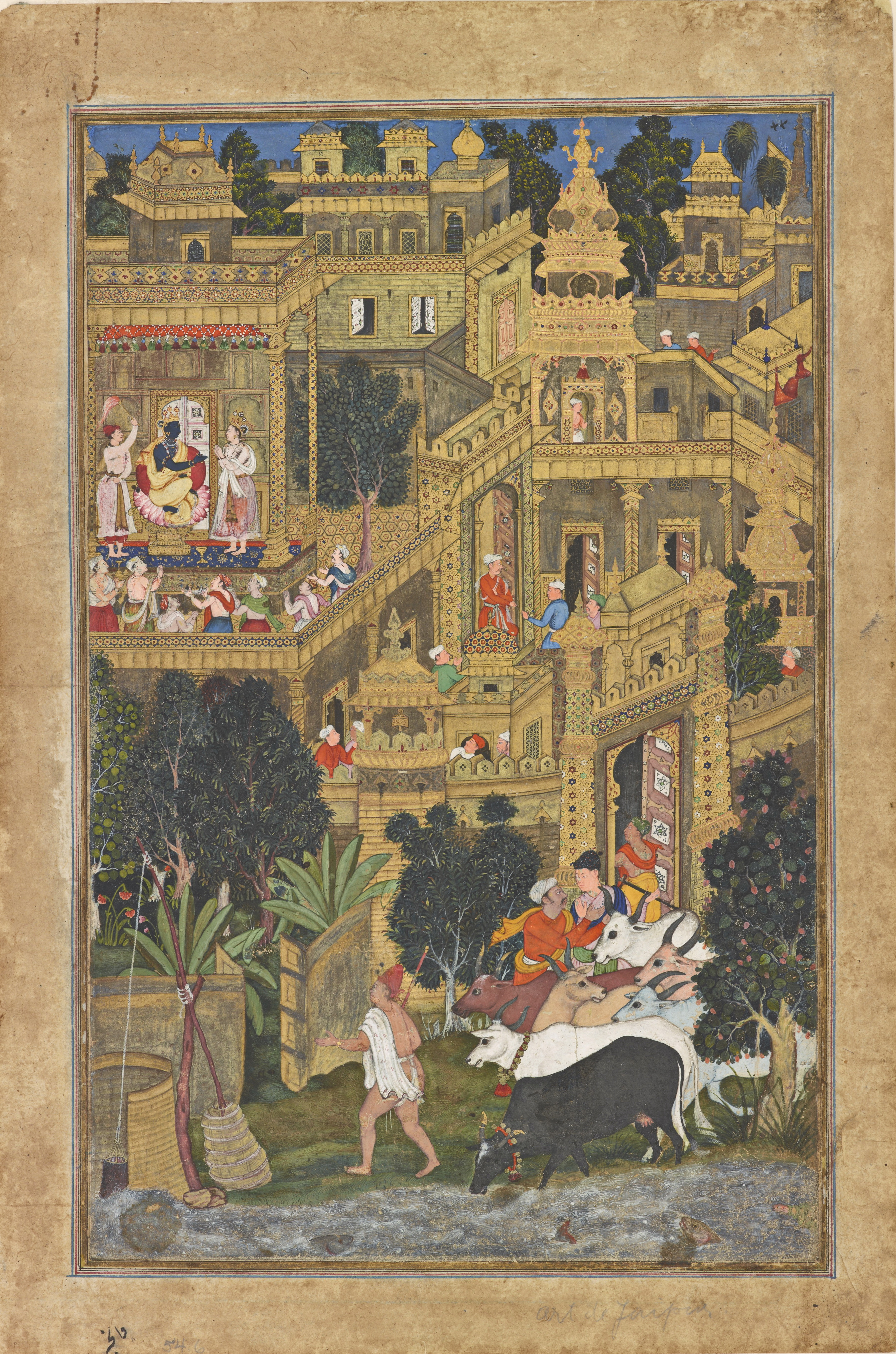
نمونه‌ای از آثار مسکین: بخشی از داستان هاریوانشا در رزم‌نامه (ترجمه فارسی مهابهاراتا) که کریشنا را در حال ورود به شهر طلایی نشان می‌دهد.

مسکین یا مسکینا نقاش هندی دوران گورکانیان یود. مسکین پسر ماهش، از دیگر نقاشان دربار، بود. مسکین را یکی از بهترین نقاشان دربار امپراتور اکبر کبیر می‌دانند. او برای نشان دادن بهتر حجم و عمق، در کارهای خود ترکیبی زیبا از نگارگری ایرانی با سبک‌های جدید اروپایی به کار برده‌است. در آیین اکبری نام او در کنار دولت و ماهش، در میان فهرست نقاشان برجسته اکبر قابل مشاهده است.
استعداد مسکین به او اجازه داد تا در دهه ۱۵۸۰ به سرعت از شاگردی به استادی برسد. در دو کتاب خطی که به سفارش اکبر در اوایل آن دهه تألیف شد، داراب‌نامه و رزم‌نامه، او به عنوان یک رنگ‌شناس معرفی شده که موقعیتی است که معمولاً به یک هنرمند جوان یا کارآموز داده می‌شد. با این حال، در تاریخ خاندان تیموری و رامایانا، نام مسکین در جایگاه معتبرتر طراح قرار دارد. مسکین نقش عمده ای در تصویرسازی نسخه‌های خطی بعدی، همچون اکبرنامه داشت و در توضیحات کتاب از وی به عنوان یکی از ۱۷ طراح نقاشی نام برده شده‌است که نشان می‌دهد در این زمان حرفه پدرش را به عنوان یک مینیاتوریست به ارث برده‌است.